# Grote wilgentakluis
De grote wilgentakluis (Pterocomma pilosum) is een bladluis behorend tot de familie Aphididae.

## Kenmerken
Ongevleugelde volwassen bladluizen zijn groenachtig, grijsachtig of bruinachtig met gele, cilindrische sifunculen. Hun lengte is 2,3-4,0 mm. Hun voelsprieten hebben een puntje dat 1,0-1,9 keer zo lang is als het laatste deel van de voelspriet. Aan het zesde deel van de voelspriet zitten 5-10 lange haartjes.
Oviparae en gevleugelde mannetjes komen voor in oktober.

## Waardplant
Hij leeft monofaag op Salicaceae. Hij komt voor op takjes en takken of in spleten in de schors van talrijke wilgensoorten. Hij wordt bezocht door mieren.

## Verspreiding
Het verspreidingsgebied strekt zich uit over Europa, Azië (westelijk Siberië, Kazachstan, Kirgizië, Pakistan). Hij is geïntroduceerd westen van Noord-Amerika (Utah, British Columbia).